# Bryomima carducha
Bryomima carducha là một loài bướm đêm trong họ Noctuidae.